# هیروکی کانو
هیروکی کانو (انگلیسی: Hiroki Kanno؛ زادهٔ ۲۷ فوریهٔ ۱۹۶۵) پویانما، و کارگردان پویانمایی اهل ژاپن است.